# Podlevín
Podlevín je vesnice, část města Nová Paka v okrese Jičín.
Nachází se asi 2,5 km na sever od Nové Paky. V roce 2009 zde bylo evidováno 87 adres. V roce 2001 zde trvale žilo 96 obyvatel.
Podlevín leží v katastrálním území Nová Paka o výměře 7,19 km² na jižním úbočí Staropacké hory.